# Luke Thomas (calciatore 1999)
Luke Gerald Michael Thomas (Soudley, 19 febbraio 1999) è un calciatore inglese, centrocampista dei Bristol Rovers.

## Caratteristiche tecniche
È un esterno destro.

## Carriera

### Club
Cresciuto nel settore giovanile di West Bromwich e Cheltenham Town, nella stagione 2015-2016 fa due apparizioni in FA Trophy prima di trasferirsi al Derby County. Inizialmente aggregato alla formazione Under-23, nel gennaio del 2017 viene ceduto in prestito al Gloucester City fino all termine della stagione, dove gioca 15 incontri. Il 21 novembre 2017 esordisce in Championship giocando l'incontro perso 2-0 contro il QPR e dopo aver firmato il rinnovo del contratto viene ceduto in prestito al Coventry City per tutta la durata della stagione 2018-2019. 
Nel luglio 2019 si è trasferito a titolo definitivo al Barnsley dove totalizza 57 presenze in due stagioni, prima di essere mandato in prestito all'Ipswich Town ed al Bristol Rovers.

### Nazionale
Ha giocato nella nazionale inglese Under-20.

## Statistiche
Statistiche aggiornate al 30 novembre 2020.

### Presenze e reti nei club
| Stagione        | Squadra         | Campionato      | Campionato | Campionato | Coppe nazionali | Coppe nazionali | Coppe nazionali | Coppe continentali | Coppe continentali | Coppe continentali | Altre coppe | Altre coppe | Altre coppe | Totale | Totale | Totale |
| Stagione        | Squadra         | Comp            | Pres       | Reti       | Comp            | Pres            | Reti            | Comp               | Pres               | Reti               | Comp        | Pres        | Reti        | Pres   | Reti   |        |
| --------------- | --------------- | --------------- | ---------- | ---------- | --------------- | --------------- | --------------- | ------------------ | ------------------ | ------------------ | ----------- | ----------- | ----------- | ------ | ------ | ------ |
| 2015-2016       | Cheltenham Town | NAT             | 0          | 0          | FACup           | 0               | 0               |                    | -                  | -                  | FA Trophy   | 2           | 0           | 2      | 0      |        |
| 2016-gen. 2017  | Derby County    | FLC             | 0          | 0          | FACup+CdL       | 0               | 0               |                    | -                  | -                  |             | -           | -           | 0      | 0      |        |
| gen.-giu. 2017  | Gloucester City | NAT/N           | 15         | 1          |                 | -               | -               |                    | -                  | -                  |             | -           | -           | 15     | 1      |        |
| 2017-2018       | Derby County    | FLC             | 2          | 0          | FACup+CdL       | 0               | 0               |                    | -                  | -                  |             | -           | -           | 2      | 0      |        |
| 2018-2019       | Coventry City   | FL1             | 43         | 4          | FACup+CdL       | 1+0             | 1+0             |                    | -                  | -                  | EFL Trophy  | 0           | 0           | 44     | 5      |        |
| 2019-2020       | Barnsley        | FLC             | 39         | 1          | FACup+CdL       | 2+1             | 1+0             |                    | -                  | -                  |             | -           | -           | 42     | 2      |        |
| 2020-2021       | Barnsley        | FLC             | 9          | 0          | FACup+CdL       | 0+2             | 0               |                    | -                  | -                  |             | -           | -           | 11     | 0      |        |
| Totale carriera | Totale carriera | Totale carriera | 108        | 6          |                 | 6               | 2               |                    | -                  | -                  |             | 2           | 0           | 116    | 8      |        |